# Candraprabha (bouddhisme)
Pour les articles homonymes, voir Candraprabha.
Candraprabha (月光菩薩) Bodhisattva, ou Gakkō Bosatsu est un bodhisattva souvent vu en compagnie de Nikkō Bosatsu (ou Suryaprabha, « Qui a l'éclat du soleil »), car les deux frères sont au service de Yakushi ou Bouddha de médecine. Ils sont souvent représentés sous forme d'une triade.
Les représentations de Nikkō et de Gakko se ressemblent, et on les rencontre souvent ensemble, décorant parfois les portes des temples. Elles sont aussi dans d'autres pays d'Asie, mais plutôt comme devas que comme bodhisattva.

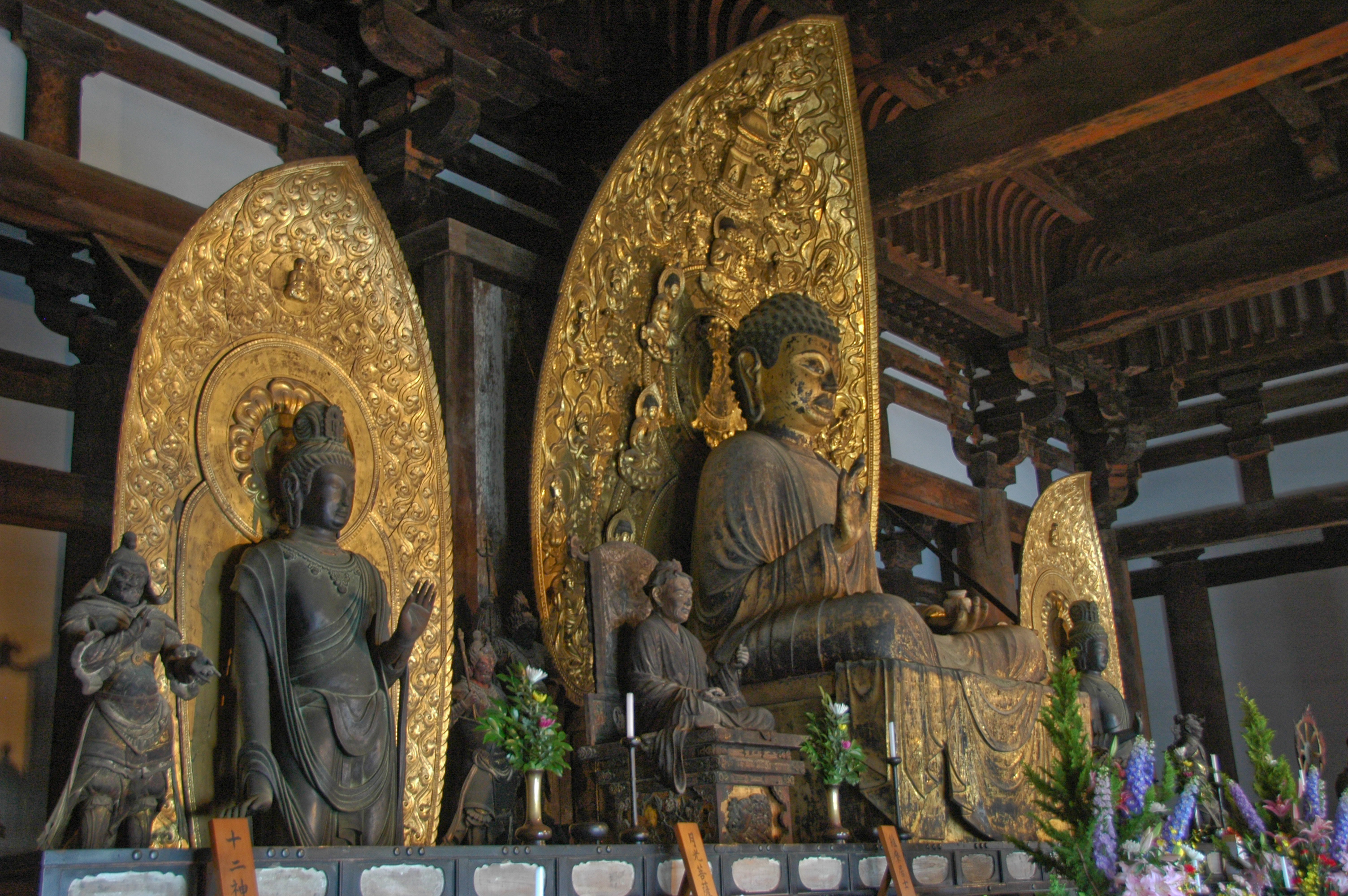
Triade de Yakushi. Le bouddha Yakushi est assis, entourés par ses deux acolytes, debout: Nikkō Bosatsu et Gakkō Bosatsu. Les petites statues sont des personnages secondaires qui accompagnent souvent aussi Yakushi. Salle dorée orientale (東金堂, tōkon-dō) du Kōfuku-ji à Nara.

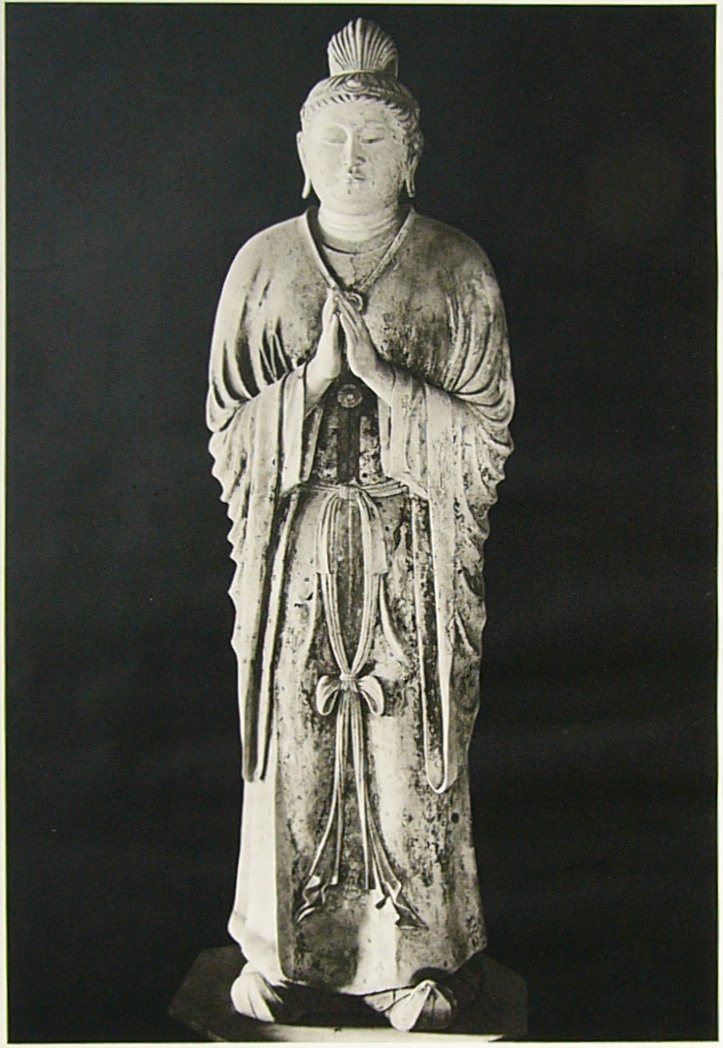
Gakkō Bosatsu. Argile peinte, 2,07 m. Hokke-dō du temple Tōdai-ji, Nara. VIIIe siècle.